# Clase San Fulgencio
La clase San Fulgencio fue una serie de navíos de línea de la Armada Española que constaba de tres buques de 64 cañones nominales cada uno, repartidos en dos cubiertas. De acuerdo con los estándares británicos, la serie quedaba categorizada como de tercera clase.

## Diseño
El 16 de mayo de 1786 se encargaron tres barcos de línea de 64 cañones diseñados por José Joaquín Romero Fernández de Langa. Eran versiones reducidas de la anterior clase San Ildefonso de 74 cañones. Sin embargo, los barcos tenían portas para 68 cañones, habíendose situado 13 pares en la cubierta inferior y 14 pares en la cubierta superior. También había portas para seis pares en el alcázar y un par en el castillo de proa. El pedido se dividió entre los astilleros de Ferrol, Cádiz y La Habana.
El armamento de diseño de la serie era de 64 cañones, distribuidos de la siguiente forma:
• Cubierta inferior: 26 × cañones de 24 lb
• Cubierta superior: 28 × cañones de 18 lb. Otras fuentes señalan que esta cubierta tenía los cañones de 12 lb.
• Alcázar y Castillo de proa: 6 × cañones de 8 lb más 4 × obuses de 30 lb. Otras fuentes reparten 10 cañones de 8 lb para el alcázar y 2 de 8 lb para el castillo de proa.
No obstante lo anterior, en Trafalgar el San Leandro (el único de los tres navíos que se implicó en la batalla) elevó su dotación hasta los 74 cañones, quedando repartidos de la siguiente forma: 26 cañones de 24 lb, 28 cañones de 18 lb, 10 cañones de 8 lb, 1 obús de 32 lb, 6 carronadas de 32 lb y 4 pedreros de 4 lb.
La tripulación fue inicialmente de 472 hombre en su diseño, pero en 1805 en Trafalgar el San Leandro la elevó hasta los 574 tripulantes habilitando tropa de infantería como artilleros y marinería, reduciéndose a 410 en la Batalla de la Poza de Santa Isabel de 1808.

## Buques de la clase
| Identificativo | Nombre                 | Astillero                              | Autorizado         | Puesta de quilla    | Botadura                | Asignado            | Baja del servicio    | Observaciones Coste de construcción en rosca estimado |
| -------------- | ---------------------- | -------------------------------------- | ------------------ | ------------------- | ----------------------- | ------------------- | -------------------- | ----------------------------------------------------- |
|                | San Fulgencio          | Arsenal de Cartagena                   | 16 de mayo de 1786 | 1787                | 3 de noviembre de 1787  | 10 de abril de 1788 | 1814                 | Echado a pique por falta de carena                    |
|                | San Leandro            | Reales Astilleros de Esteiro, (Ferrol) | 16 de mayo de 1786 |                     | 27 de noviembre de 1787 |                     | 1813 Hundido en 1814 | Desarmado en 1810                                     |
|                | San Pedro de Alcántara | Real Astillero de La Habana            | 16 de mayo de 1786 | 26 de enero de 1787 | 27 de junio de 1788     |                     | 24 de abril de 1815  | Incendiado por explosión de la santabárbara           |